# Hélène Moszkiewiez
Hélène Moszkiewiez (Neurenberg (Duitsland), 24 december 1920 - Vancouver (Canada), 18 juni 1998) was een Belgisch verzetsstrijdster van Joodse achtergrond die infiltreerde in de Gestapo.

## Biografie
Kort na haar geboorte verhuisden haar vader Tobias en moeder Regina samen met hun dochters Amalia en Hélène naar Brussel. 
Moszkiewiez ontmoette gedurende de oorlog een Belgische soldaat die ze van vroeger kende. Hij was werkzaam onder een andere naam in het Duitse leger. Hij kon haar recruteren om voor het verzet te werken. Ze sprak Duits, bezat een Duits paspoort en kon zo twee jaar aan de slag als bediende op het hoofdkwartier van de Gestapo te Brussel.
Na de oorlog huwde Hélène Moszkiewiez - wier echtgenoot in de Holocaust omkwam - in Engeland de Britse inlichtingsofficier Albert Celmaster, met wie ze in 1946 naar Vancouver (Canada) verhuisde. 
Over haar periode in het verzet schreef ze Inside the Gestapo: A Young Woman's Secret War (1985). Het boek werd verfilmd als A Woman at War (1991) en inspireerde Paul Verhoeven voor de film Zwartboek (2006).

## Publicaties
- Helene Moszkiewiez, Inside the Gestapo. A Young Woman's Secret War, 1985